# Noreen Murray
Noreen Elizabeth Murray (née Parker ; 26 février 1935 - 12 mai 2011) est une généticienne moléculaire anglaise qui aide à lancer la technologie de l'ADN recombinant (génie génétique) en créant une série de vecteurs de bactériophage lambda dans lesquels des gènes pouvaient être insérés et exprimés afin d'examiner leur fonction . Au cours de sa carrière, elle est reconnue internationalement comme une pionnière et l'une des généticiennes moléculaires les plus importantes et les plus respectées de Grande-Bretagne. Jusqu'à sa retraite en 2001, elle occupe une chaire personnelle en génétique moléculaire à l'Université d'Édimbourg. Elle est présidente de la Genetical Society, vice-présidente de la Royal Society et membre du UK Science and Technology Honors Committee.

## Éducation
Noreen Parker grandit dans le village de Read, dans le Lancashire, puis dès l'âge de cinq ans à Bolton-le-Sands. Elle fait ses études à la Lancaster Girls' Grammar School, au King's College de Londres (BSc), et obtient son doctorat à l'Université de Birmingham en 1959.

## Carrière
Murray est une chercheuse engagée. Elle travaille à l'Université Stanford, à l'Université de Cambridge et au Medical Research Council (Royaume-Uni) avant de rejoindre la faculté de l'Université d'Édimbourg en 1967. Elle part brièvement au Laboratoire européen de biologie moléculaire de 1980 à 1982, mais retourne à Édimbourg, où elle obtient une chaire personnelle de génétique moléculaire en 1988 . À Édimbourg, elle produit un corpus considérable de travaux axés sur la découverte des mécanismes et de la biologie des enzymes de restriction, et leur adaptation en tant qu'outils sous-tendant la recherche biologique moderne. Il est à noter qu'elle a de nombreuses publications d'auteur unique; elle est généralement la principale instigatrice et la seule contributrice technique. En 1968, elle s'intéresse au phénomène de restriction contrôlée par l'hôte (la capacité des cellules bactériennes à "restreindre" l'ADN étranger) et décide d'étudier ce phénomène chez Escherichia coli à l'aide du bactériophage lambda et de ses connaissances en génétique des bactériophages.
Elle est mariée à Sir Kenneth Murray, également un biochimiste réputé, avec qui elle aide à développer un vaccin contre l'Hépatite B, le premier vaccin génétiquement modifié approuvé pour un usage humain. Elle, Ken et son collègue Bill Brammar, dirigent le développement du génie génétique, donnant au Royaume-Uni une longueur d'avance dans la recherche révolutionnaire sur l'ADN. Noreen et Ken sont parmi les premiers à réaliser que la capacité de couper l'ADN avec des enzymes de restriction permet de joindre différentes molécules d'ADN pour produire des molécules d'ADN recombinant et cloner des séquences d'ADN. Leurs travaux ont un impact durable et façonnent tous les domaines de la biologie et de la biotechnologie. Dans leur travail publié ensemble, les contributions de Noreen sont clairement identifiables ; elle étant la généticienne, lui le biochimiste .
En 1983, le couple créé le Darwin Trust of Edinburgh et lui font don des redevances du vaccin contre l'hépatite B. L'organisme de bienfaisance soutient l'éducation et la recherche en sciences naturelles. Cette fiducie fournit des fonds pour construire la bibliothèque Darwin de l'Université d'Édimbourg, pour contribuer à la construction du bâtiment Michael Swann et fournit de nombreuses bourses pour aider les étudiants de troisième cycle et de premier cycle étrangers à étudier à Édimbourg. En 2009, Noreen rejoint le groupe consultatif de la société de biosciences d'Édimbourg BigDNA, qui conçoit et développe des vaccins basés sur le phage lambda portant des vaccins à base d'ADN.
La bibliothèque Noreen et Kenneth Murray est construite au King's Buildings Science Campus de l'Université d'Édimbourg, reconnaissant les carrières distinguées du couple et leur engagement envers l'avancement de la science et de l'ingénierie.

## Décès
Elle est diagnostiquée avec une forme de maladie du motoneurone en 2010. En 2011, malgré son incapacité à parler, elle continue à travailler et à traiter la correspondance via des notes . Elle meurt avec Ken à ses côtés à l'Hospice Marie Curie d'Édimbourg, le 12 mai 2011, à l'âge de 76 ans.

## Prix et distinctions
Ses nombreuses contributions à la science sont honorées par les prix des sociétés royales d'Édimbourg et de Londres. Lady Murray est élue à la Royal Society en 1982 et à la Royal Society of Edinburgh en 1989. Elle reçoit des diplômes honorifiques de l'Université de Warwick, de l'Institut des sciences et technologies de l'Université de Manchester, de l'Université de Birmingham et de l'Université de Lancaster. Elle a également reçu le Fred Griffith Review Lectureship de la Society for General Microbiology et en 1989, pour ses travaux sur le phage lambda, la médaille Gabor de la Royal Society.  
Elle est nommée Commandeur de l'Ordre de l'Empire britannique dans la liste des honneurs du Nouvel An 2002.
La bibliothèque Noreen et Kenneth Murray du complexe King's Buildings de l'Université d'Édimbourg porte son nom.